# Ishmael Wadi
Ishmael Wadi (ur. 19 grudnia 1992) – zimbabwejski piłkarz grający na pozycji napastnika. Od 2021 jest zawodnikiem klubu JDR Stars FC.

## Kariera klubowa
Swoją karierę piłkarską Wadi rozpoczął w klubie Bulawayo City FC. W 2015 roku zadebiutował w nim w pierwszej lidze. W 2016 przeszedł do FC Platinum. W sezonie 2016 wywalczył z nim wicemistrzostwo, a w sezonie 2017 mistrzostwo Zimbabwe. W latach 2017–2018 ponownie grał w Bulawayo City, a w 2019 roku był zawodnikiem Harare City FC. W latach 2020–2021 grał w CAPS United.
W lipcu 2021 Wadi został zawodnikiem południowoafrykańskiego klubu JDR Stars FC. Zadebiutował w nim 21 sierpnia 2021 w wygranym 1:0 domowym meczu z University of Pretoria FC.

## Kariera reprezentacyjna
W reprezentacji Zimbabwe Wadi zadebiutował 7 września 2021 w przegranym 0:1 meczu eliminacji do MŚ 2022 z Etiopią, rozegranym w Bahyr Dar. W 2022 roku został powołany do kadry na Puchar Narodów Afryki 2021. Na tym turnieju rozegrał dwa mecze grupowe: z Senegalem (0:1) i z Malawi (1:2), w którym strzelił gola.